# Paul Young
Paul Antony Young (Luton, 17 de janeiro de 1956) é um cantor e compositor inglês.
Tornou-se conhecido como interprete da canção "Everytime You Go Away", muito popular na década de 1980, e que, no Brasil, foi tema da novela da Rede Globo, A Gata Comeu (1985).

## Carreira
O interesse pela música remonta à infância, quando aprendeu a tocar piano e guitarra. Nos tempos de escola, tocou baixo no seu primeiro grupo. Após abandonar os estudos, trabalhou com o seu pai na Vauxhall Motors e tocou em vários grupos à noite em bares. Apaixonado pela soul, Paul Young foi vocalista de vários grupos entre os quais os Kat Kool & the Kool Kats e os mais famosos Streetband.
Em dezembro de 1979, os Streetband acabaram e Paul Young formou os Q-Tips. Durante dois anos, o grupo percorreu todo o Reino Unido granjeando popularidade e possibilitando a Paul desenvolver a sua voz e postura em palco. Em finais de 1982, o grupo encerrou a sua atividade, tendo Paul Young assinado o seu primeiro contrato a solo com a editora CBS Records.

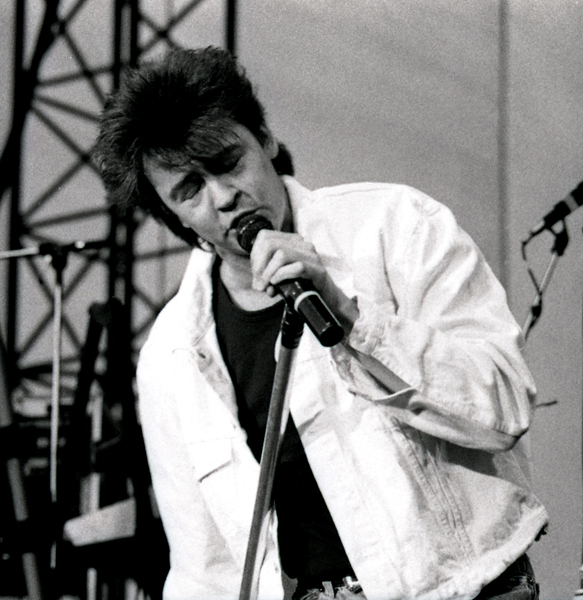
Paul Young no local de show em Budapeste, Hungria no dia 18 de junho de 1987.

Estreou-se com o single "Iron Out The Rough Spots", em novembro de 1982, ao qual se seguiu "Love Of The Common People". No entanto, o sucesso apenas chegaria no verão de 1983, com a versão de "Wherever I Lay My Hat", (um original de Marvin Gaye). O seu primeiro álbum, No Parlez, lançou Paul e os The Royal Family (assim se designava o seu grupo de apoio) para o topo das tabelas de vendas. Para além dos singles anteriores, este trabalho incluiu ainda os temas "Love Will Tear Us Apart" (original dos Joy Division) e "Come Back and Stay" (original de Jack Lee), canção que lhe deu popularidade mundial e rapidamente o transformou num ídolo do público adolescente. Durante as gravações do vídeo de "Come Back And Stay", Paul conheceu Stacey Smith (morreu em 2018 e sofreu de câncer).
O segundo trabalho, The Secret Of Association (1985), confirmou o seu estatuto de estrela pop mundial. Este álbum incluiu o seu maior sucesso de sempre, a balada "Everytime You Go Away" (um original de Hall & Oates), ao lado de outros clássicos como "Everything Must Change" e "I'm Gonna Tear Your Playhouse Down". Em 1985, participou no espetáculo Live Aid, numa das mais bem sucedidas atuações do evento.
Em 1987, foi para Itália para gravar o seu terceiro álbum, Between Two Fires e conheceu o cantor italiano Zucchero. No mesmo ano nasceu Levi, a sua primeira filha.
Em 1988, Paul Young participou no concerto de tributo a Nelson Mandela, cantando o tema "Don't Dream It's Over" dos Crowded House". Durante três anos fez uma pausa na música para se dedicar à família. Regressou em 1991 com Other Voices, trabalho gravado em Los Angeles e Nova Iorque e do qual fez parte o êxito "Oh, Girl". No mesmo ano gravou "Senza Una Donna", em dueto com Zucchero, canção que fez parte da coletânea dos seus maiores êxitos, From Time To Time (1992). Em abril de 1992, cantou o tema "Radio Gaga" no concerto de tributo a Freddie Mercury. No ano seguinte, e depois de 10 anos de carreira a solo, voltou a reunir os Q-Tips para um conjunto de três concertos. Ainda em 1993, lançou apenas na Europa o álbum The Crossing, produzido por Don Was, que constituiu um regresso às suas raízes de rhythm & blues. A este trabalho seguiu-se uma digressão acústica pela Europa que tentou recuperar o êxito entretanto esbatido.
Em agosto de 1994, nasceu a sua segunda filha, Layla. Em finais do mesmo ano, lançou apenas no Reino Unido uma compilação de canções soul para o Natal, intitulada Reflections, e realizou uma digressão pela Bélgica, Países Baixos e Alemanha com os Toto e John Miles. Em 1995, atuou em vários festivais europeus e fez uma digressão pela França. Durante 1995 e 1996 compôs as canções que fizeram parte do álbum homónimo a ser lançado em 1997. Ao mesmo tempo criou o projeto de inspiração mexicana, Los Pacaminos. Em janeiro de 1996, nasceu Grady-Cole, o seu terceiro filho.
Em maio de 1997 foi editado Paul Young, álbum que incluiu o tema "I Wish You Love".
O cantor tem-se mantido afastado dos estúdios, dando lugar ao lançamento de compilações da sua obra. De entre essas, uma referência para Love Songs (2003), uma coleção das principais baladas românticas de Paul Young. O alinhamento deste disco contemplava uma versão de "Love Will Tear Us Apart" (Joy Division) e de "Don't Dream It's Over" (Neil Finn). Ainda nesse ano, o nome de Paul Young foi acrescentado à coleção The Essential, da Sony, num registo com 18 das melhores canções do cantor britânico.

## Discografia

### Singles
- 1983 - "Wherever I Lay My Hat" (Marvin Gaye)
- 1983 - "Come Back and Stay" (Jack Lee)
- 1983 - "Love of the Common People" (Four Preps)
- 1983 - "Love Will Tear Us Apart" (Joy-Division)
- 1984 - "I'm Gonna Tear Your Playhouse Down" (Ann-Peebles)
- 1984 - "Do They Know It's Christmas" (como membro da banda Band Aid)
- 1985 - "Everything Must Change"
- 1985 - "Every Time You Go Away" (Hall & Oates)
- 1990 - "Oh Girl" (Chi-Lites)
- 1990 - "Softly Whispering I Love You"
- 1991 - "Don't Dream It's Over" (Crowded House)
- 1991 - "Senza una donna (Without a Woman)" (Dueto com Zucchero)
- 1991 - "What Becomes of the Brokenhearted" (Jimmy Ruffin)
- 1993 - "Now I Know What Made Otis Blue"
- 1997 - "Ball and Chain"
- 1997 - "I Wish You Love"

### Álbuns
- 1983 - No Parlez
- 1985 - The Secret of Association
- 1986 - Between Two Fires
- 1990 - Other Voices
- 1991 - From Time to Time – The Singles Collection
- 1993 - The Crossing
- 1994 - Reflections
- 1997 - Paul Young
- 1999 - Come Back And Stay - Best (época: 1983-93, Zounds)
- 2006 - Rock Swings – On The Wild Side Of Swing